# ランゴ
『ランゴ』（原題: Rango）は、ゴア・ヴァービンスキー監督による2011年のアニメーション映画である。
『おしゃべりカメレオンの不思議な冒険』という副題を付している表記も見られる。

## ストーリー
人間にペットとしていて飼われていたカメレオン（ジョニー・デップ）は、車での移動中に誤って水槽ごと放り出されてしまい、モハーヴェ砂漠で立ち往生してしまう。西部の精霊を探すアルマジロのロードキル（アルフレッド・モリーナ）に出会い、アカオノスリからの逃げ延びた次の日、カメレオンは悪夢から目覚めた。彼はサバクイグアナのマメータ（アイラ・フィッシャー）と出会った。彼女は動物たちによる西部開拓時代のような風貌の町「ダートタウン」で牧場主をしていた。
カメレオンと共にダートタウンに戻ったマメータは、この町が深刻な水不足に被われ、銀行に保存されている水も残りわずかとなっていたことを知った。一方カメレオンは酒場へと行き、そこで町の住人たちに自らをランゴと名乗り（瓶に書かれていたドゥ「ランゴ」から引用）、嘘の武勇伝を語り始めた。すると店に無法者のバッド・ビル（レイ・ウィンストン）が現れ、拳銃を渡され決闘する羽目になった。だが決闘開始直前に町をタカが襲撃してビルは逃げ出す。ランゴは逃げ回り、そして運良く空の給水塔を倒壊させてタカを潰した。この活躍により、ランゴは町長（ネッド・ビーティ）から保安官に任命された。住民たちはこれまで天敵のタカを恐れて町に来なかったガラガラヘビのジェイクの襲来を恐れつつ、水不足問題の解決を新たな保安官に期待した。

## キャスト
| 役名                 | 原語版声優                     | 日本語吹替   |
| -------------------- | ------------------------------ | ------------ |
| ランゴ               | ジョニー・デップ               | 平田広明     |
| マメータ（ビーンズ） | アイラ・フィッシャー           | 東條加那子   |
| プリシラ             | アビゲイル・ブレスリン         | 宇山玲加     |
| 町長                 | ネッド・ビーティ               | 玄田哲章     |
| ロードキル           | アルフレッド・モリーナ         | 山路和弘     |
| 死神ジェイク         | ビル・ナイ                     | 多田野曜平   |
| 西部の精霊           | ティモシー・オリファント       | 多田野曜平   |
| バルサザー           | ハリー・ディーン・スタントン   | 糸博         |
| バッド・ビル         | レイ・ウィンストン             | 辻親八       |
| ドク                 | スティーヴン・ルート           | 山野史人     |
| メリマック           | スティーヴン・ルート           | 茶風林       |
| スナグルズ           | スティーヴン・ルート           | 丸山壮史     |
| アンブローズ         | イアン・アバークロンビー       | 牛山茂       |
| 傷ついた鳥           | ギル・バーミンガム             | 髙階俊嗣     |
| ラッキー             | メイル・フラナガン             | ゆきじ       |
| ワッフルズ           | ジェームズ・ウォード・バーキト | 高木渉       |
| パパ・ジョード       | ジェームズ・ウォード・バーキト | 紺野相龍     |
| アンジェリーク       | クローディア・ブラック         | 田中敦子     |
| ビュフォード         | ブレイク・クラーク             | 森山周一郎   |
| エルギン             | ジョン・コスラン・Jr           | 内田直哉     |
| デリラ               | パトリカ・ダーボ               | 行成とあ     |
| メイベル             | パトリカ・ダーボ               | 田村聖子     |
| フラン               | ジョージ・デルホヨ             | 田原アルノ   |
| エルボーズ           | チャールズ・フライシャー       | 佐藤せつじ   |
| ボニー               | ベス・グラント                 | 堀越真己     |
| ジェディディア       | ライアン・ハースト             | 下山吉光     |
| エゼキエル           | ヴィンセント・カーシーザー     | 桐本琢也     |
| スプーンズ           | アレックス・マヌージャン       | 納谷六朗     |
| ロックアイ           | ジョー・ヌネズ                 | 斎藤志郎     |
| スタンプ             | クリス・パーソン               | 田久保修平   |
| ファーガス           | リュー・テンプル               | 青山穣       |
| メロニー             | キム・ホワイトリー             | 仲村かおり   |
| ターリー軍曹         | ゴア・ヴァービンスキー         | ふくまつ進紗 |
| クレヴィス           | ゴア・ヴァービンスキー         | 吉開清人     |

※その他の日本語吹き替え：永井崇多宏, 平田広明, 辻親八, 田原アルノ

## 製作
本作はパラマウント映画が配給、ニコロデオン・ムービーズとゴア・ヴァービンスキーの製作会社のブラインド・ウィンク、及びグレアム・キングのGKフィルムズが製作した。CGIアニメーションはインダストリアル・ライト&マジック (ILM) が制作した。ILMがアニメ映画を手掛けるのは初めてのことである。これまで実写作品を撮ってきたヴァービンスキー監督にとっては初めてのアニメ映画となる。音声を録音する際、俳優たちには「大西部を感じさせる手助けをするため」に衣裳をセットが与えられた。大作『パイレーツ・オブ・カリビアン』三作を手がけたヴァービンスキーは、『ランゴ』では「小規模」にしようと試みていたが、アニメ映画は予想以上に手間と時間がかかるものであったと彼は語った。
本作には、『腰抜け二挺拳銃』、『荒野の用心棒』、『チャイナタウン』、『続・夕陽のガンマン』、『ウエスタン』、『キャット・バルー』、『赤ちゃん泥棒』、『ラスベガスをやっつけろ』などの多数の西部劇やその他ジャンルの映画の引用がある。

## マーケティング
『ランゴ』のティーザー予告は2010年6月9日に公開された。2010年6月28日にはランゴが写った第1弾ポスターが公開された。2010年6月29日、2分に及ぶ予告編第1弾が公開された。2010年12月14日には別の予告編が公開された。2011年2月6日の第45回スーパーボウルでは30秒のスポットが流された。

## 評価

### 批評
『ランゴ』は批評家に好感触を得た。Rotten Tomatoesでは199個の評論家レビューのうち、88%が肯定的なものであった。また、Metacriticでは35個のレビューで平均は75点であった。『タイム』のリチャード・コルリスは、「知識豊富なユーモア」に讃辞を送り、声優たちを「完璧である」と述べた。『シカゴ・サンタイムズ』のロジャー・イーバートは4つ星満点を与えた。

### 興行成績
2011年10月24日までに北米で1億2325万7581ドル、その他で1億1934万8156ドル、全世界で2億4260万5737ドルを売り上げている。2011年公開作品としては『SUPER8/スーパーエイト』に次いで16位の成績である。
アメリカ合衆国とカナダでは3917劇場で公開され、初日に960万8091ドル、初週末3日間で3807万9323ドルを売り上げ、ランキングで初登場1位となった。また他33カ国でも同時公開され、週末に1677万243ドルを売り上げた。2011年3月26日に北米興行収入は1億ドルに達した。2011年に北米で1億ドル突破した作品は本作が初めてである。
本作の成功を受け、2012年にドリームワークス・アニメーションとの配給契約が切れるパラマウント映画は新たに独自のアニメ部門を立ち上げる計画を発表した。

### 受賞歴
| 賞                             | 部門             | 候補者           | 結果 |
| ------------------------------ | ---------------- | ---------------- | ---- |
| ティーン・チョイス・アワード   | アニメ声優賞     | ジョニー・デップ | 受賞 |
| ピープルズ・チョイス・アワード | アニメ映画声優賞 | ジョニー・デップ | 受賞 |

アカデミー賞　長編アニメ部門受賞